# La Pochota (fa)
A La Pochota egy hatalmas méretű, ismeretlen korú gyapotfa a mexikói Chiapa de Corzo városban.

## Leírás
Az igen vastag törzsű, bár nem túl magas fa a dél-mexikói Chiapas államban, Chiapa de Corzo központi parkjának déli részén áll a La Pila nevű kútépítmény szomszédságában. Ez a Grijalva folyó partvidékének legvastagabb törzsű fája.

## Története és legendái
Történetéről keveset lehet tudni, de úgy beszélik, amikor a várost a 16. században megalapították, a fa már akkor is itt állt, sőt, már akkor is nagy méretű volt. Annyi bizonyos, hogy 1945. október 9-én szándékos gyújtogatás áldozatává vált: a tűzben a fa mintegy egyharmada elpusztult, de azóta új erőre kapott. Később országos szinten védetté nyilvánították.
Vannak, akik szerint a múltban a helyi bűnözőket erre a fára akasztották fel, sőt, tévedésből néhány ártatlan embert is. Állítólag itt végezte a Sanguiemé nevű indián főnök, aki szembeszállt a spanyol hódítókkal, valamint a „boszorkányos” képességekkel is rendelkező katona, Enrique Verdi is. A legenda úgy tartja, ettől kezdve a fa érdekesen „viselkedik”: például éjszakánként lefekszik az utcára, és senki sem kelhet át a fekvő törzsön. Egyik éjjel két fiatalember hazafelé tartott jegyesétől, de míg egyikük kikerülte a fekvő fát, a másik úgy döntött, felugrik a fára, és ráköti egy ágára a zsebkendőjét, hogy az másnap bizonyítékul szolgálhasson arra, hogy a fa éjjel valóban lefekszik. Másnap az emberek valóban csodálkozva látták a zsebkendőt a fa tetején, ám a fiatalember, aki rákötötte, az éjjel meghalt.

## Képek

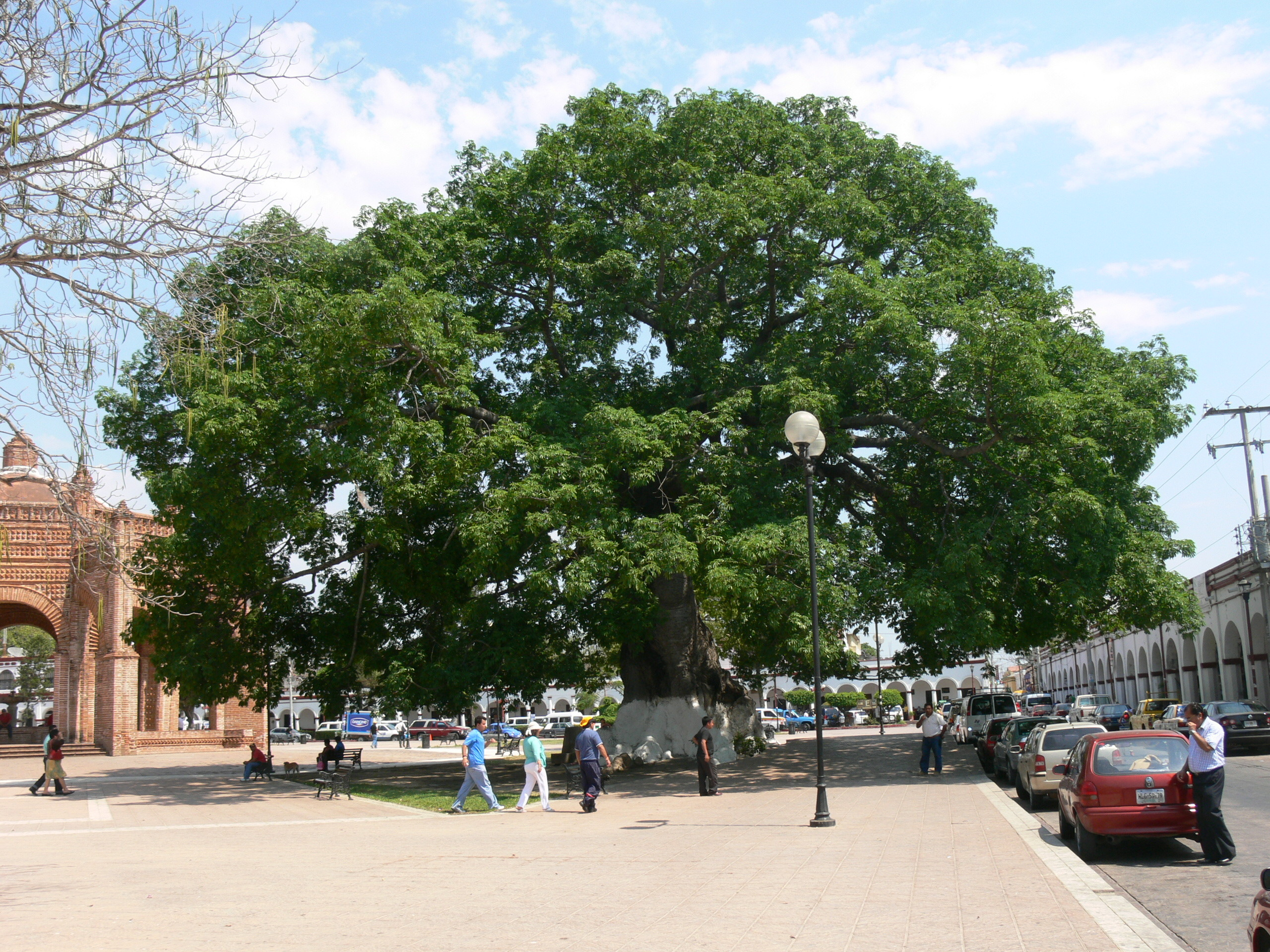
A fa
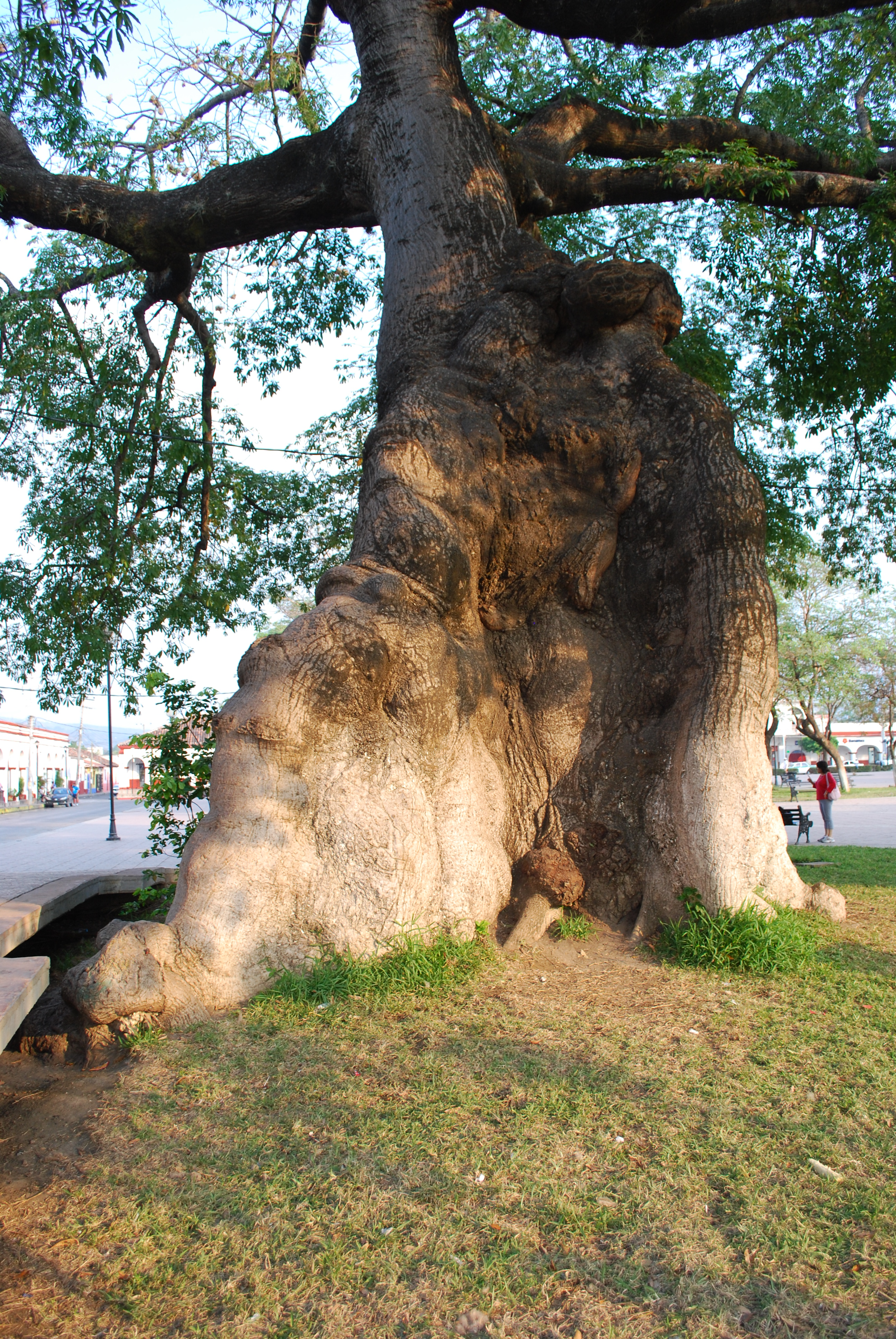
Törzsének alja
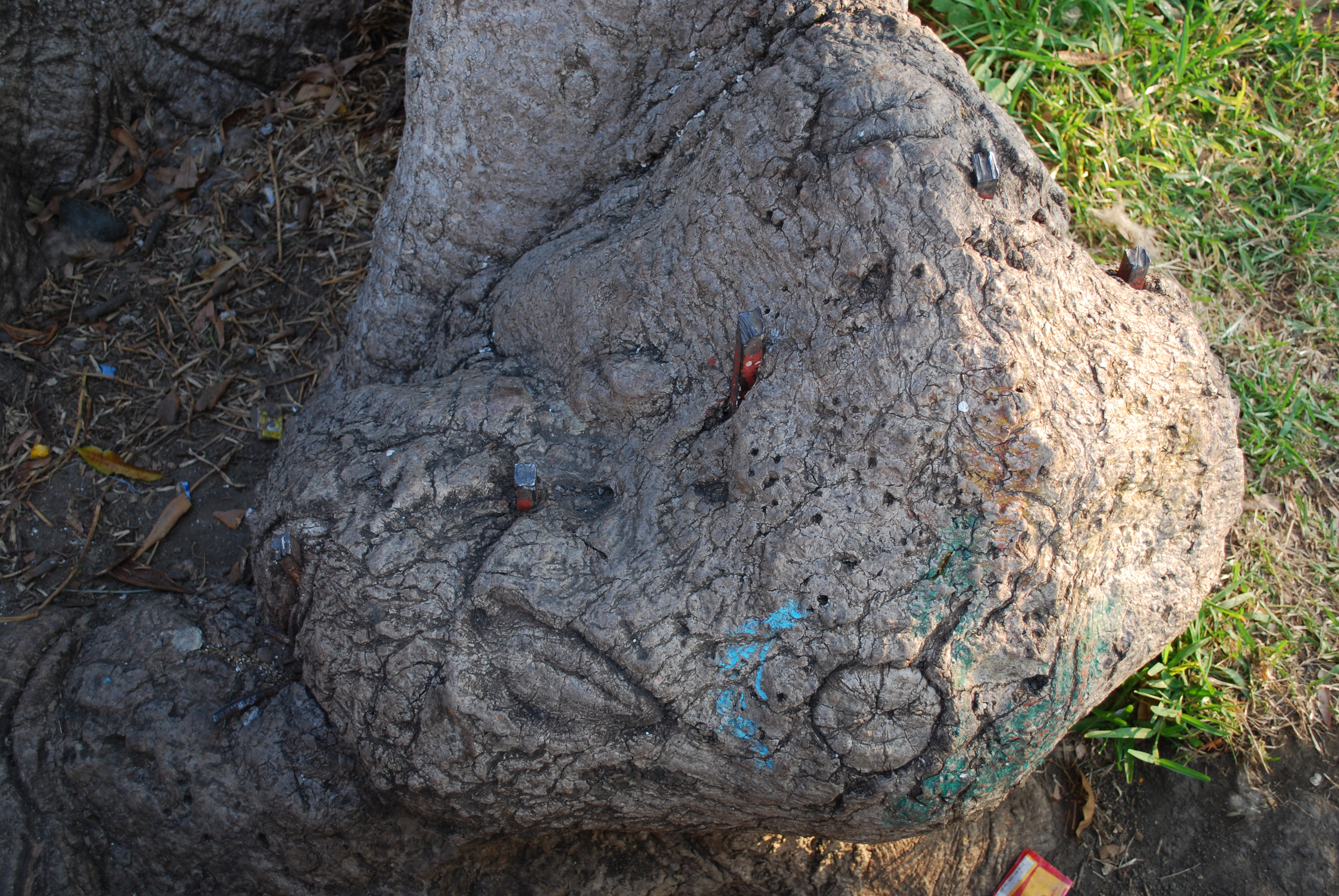
Részlet
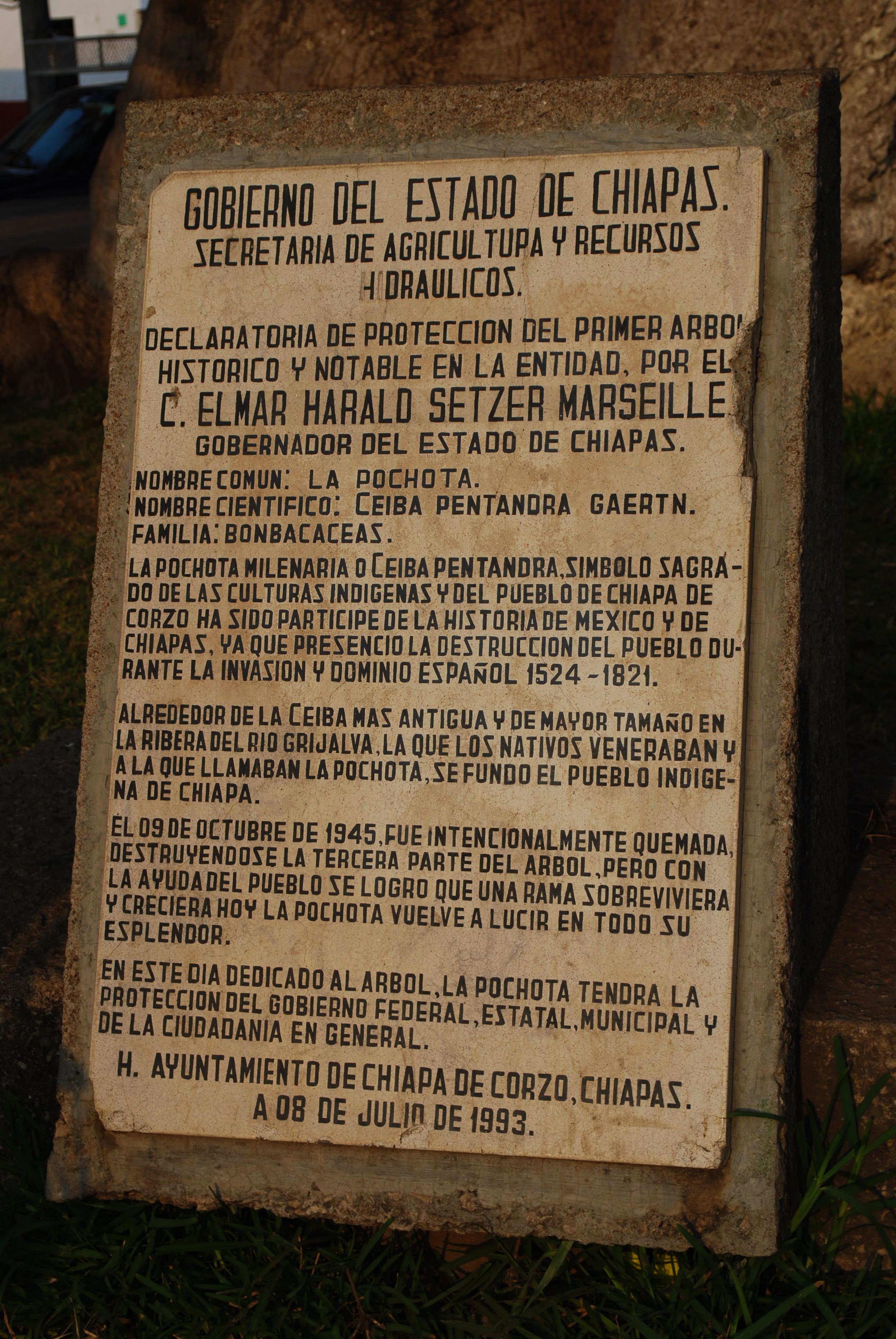
Emléktábla 1993-ból